# Affi
Affi är en ort och kommun i provinsen Verona i regionen Veneto i Italien. Kommunen hade 2 662 invånare (2018).